# Pterogorgia
Pterogorgia is een geslacht van neteldieren uit de klasse van de Anthozoa (bloemdieren).

## Soorten
- Pterogorgia anceps (Pallas, 1766)
- Pterogorgia antillarum Bielschowsky, 1918
- Pterogorgia bipinnata Verrill, 1864
- Pterogorgia citrina (Esper, 1792)
- Pterogorgia guadalupensis Duchassaing & Michelin, 1846
- Pterogorgia laxa (Lamarck, 1815)
- Pterogorgia leucostoma (Ehrenberg, 1834)
- Pterogorgia lutescens Duchassaing & Michelotti, 1860
- Pterogorgia ochrostoma (Ehrenberg, 1834)
- Pterogorgia pinnata Valenciennes, 1855
- Pterogorgia serrata Valenciennes, 1855
- Pterogorgia setacea Pallas, 1766
- Pterogorgia turgida Ehrenberg, 1834